# Canelli
Canelli is een stad gelegen in de Italiaanse regio Piëmont, in de provincie Asti. De stad ligt aan de bron van het riviertje de Belbo, precies op de grens van de streken Langhe en het heuvelgebied van Asti.
De economie van Canelli is gebaseerd op wijn en alles dat met ermee te maken heeft. Het is het thuisfront van vele bekende wijnhuizen zoals Gancia, Luigi Bosca en Riccadonna. De belangrijkste wijnen die de plaats voortbrengt zijn: Asti, Moscato d’Asti, Barbera d’Asti, Dolcetto d’Asti, Cortese Alto Monferrato en Freisa d’Asti.

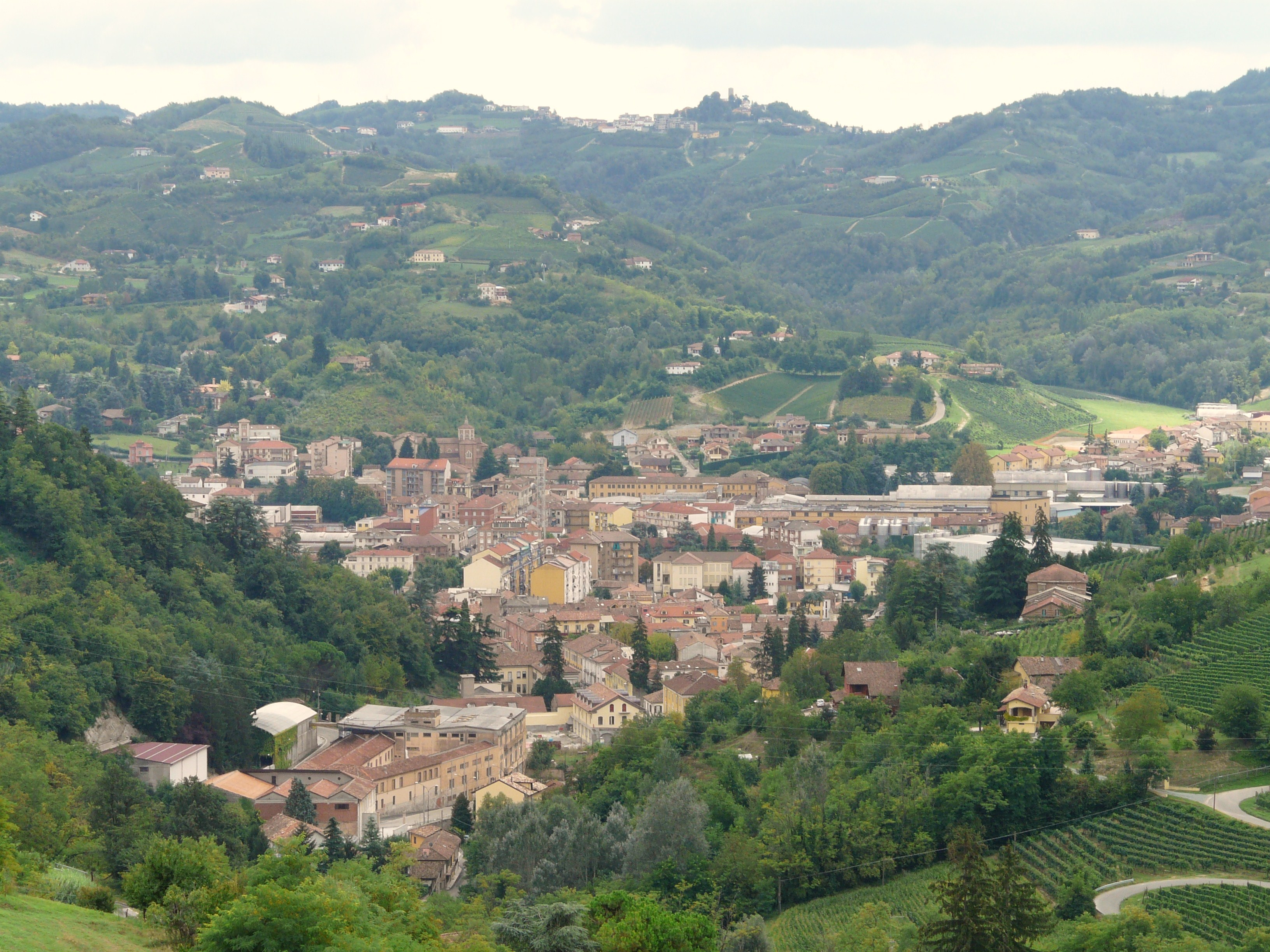
Canelli
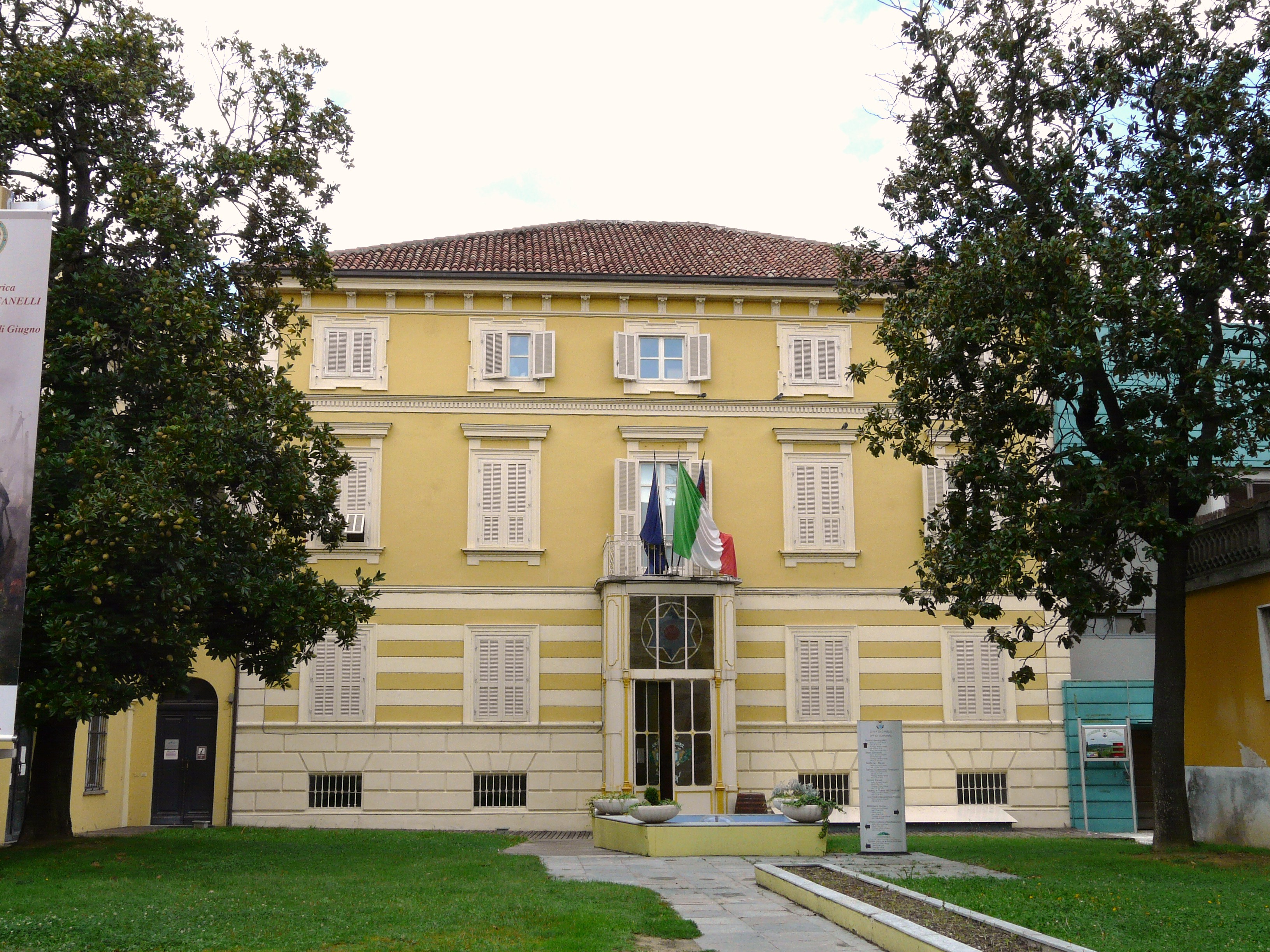
Gemeentehuis
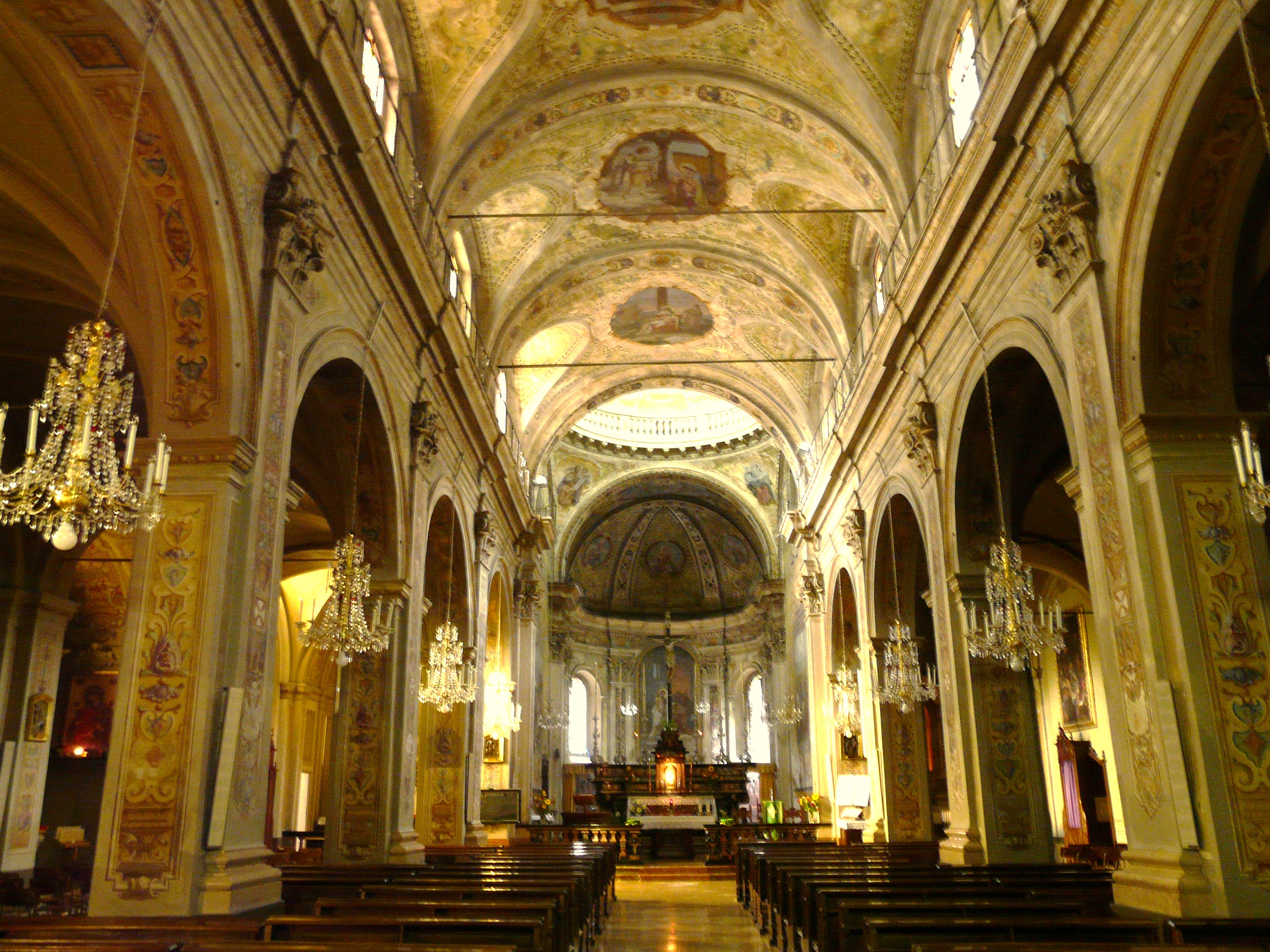
Kerk San Tomasso-navata
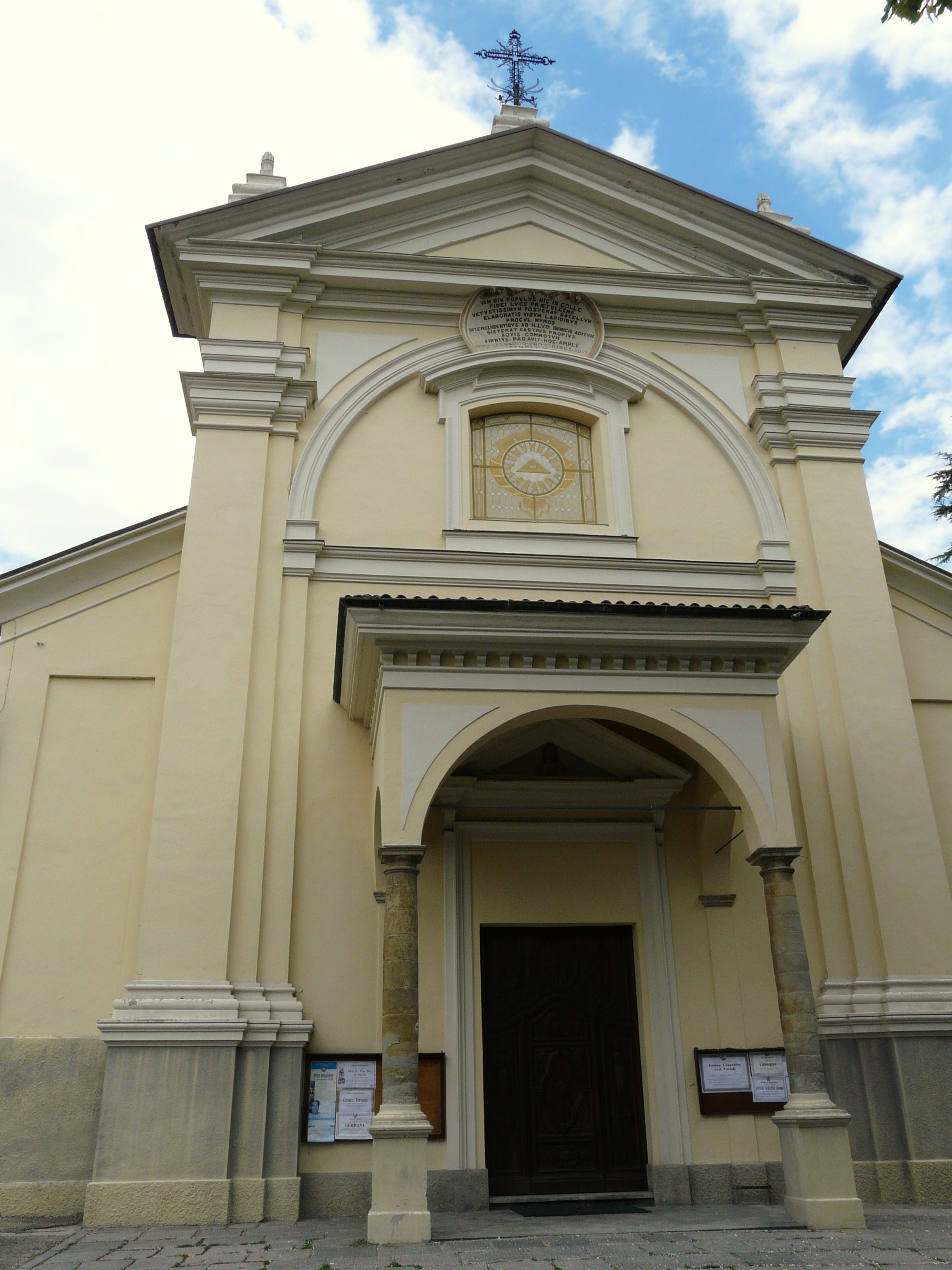
Kerk San Leonardo
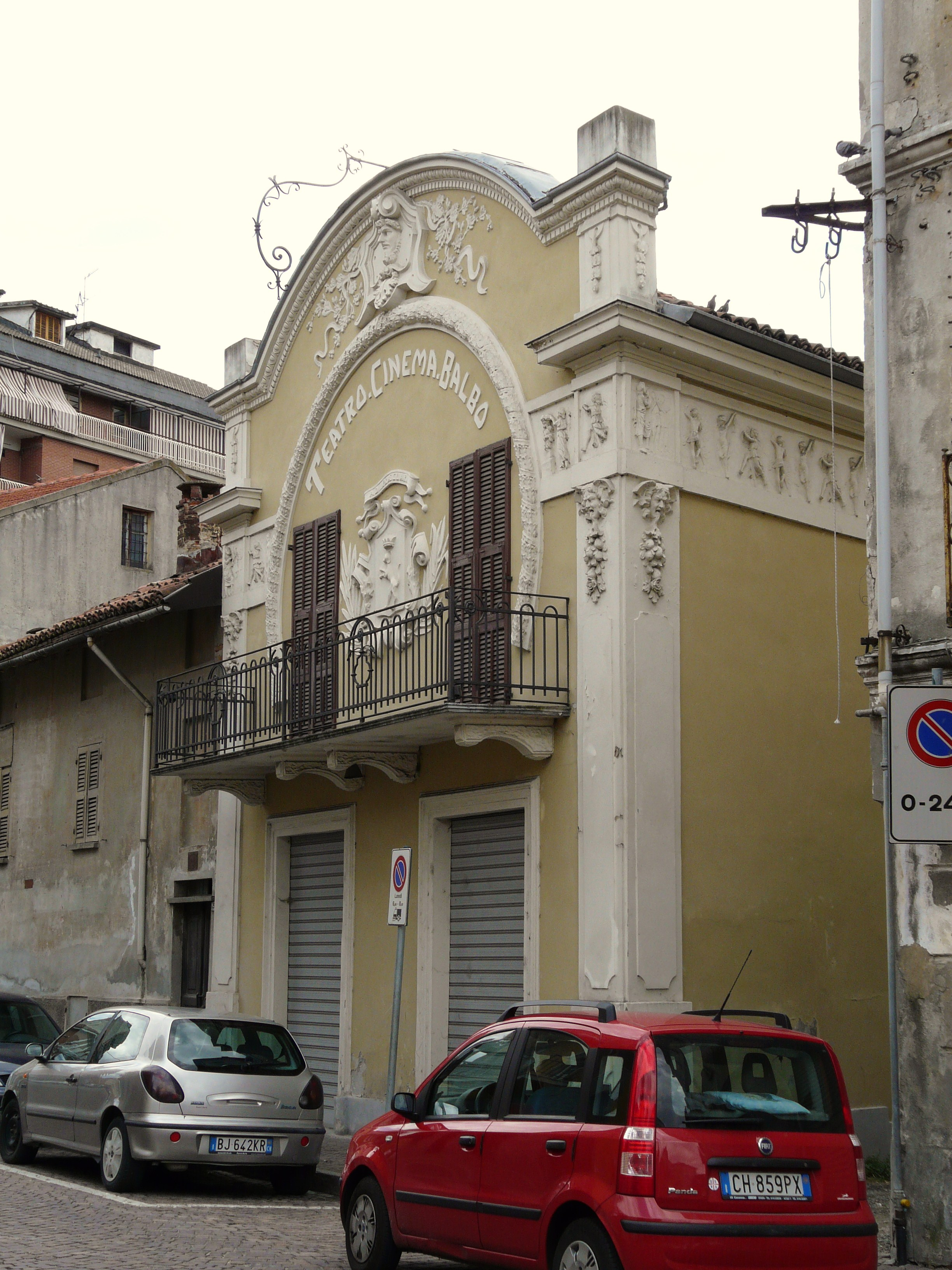
Theater/bioscoop Balbo